# Place Jane-Evrard
La place Jane-Evrard est une voie située dans le quartier de la Muette du 16e arrondissement de Paris.

## Situation et accès
La place est située au carrefour de la chaussée de la Muette, de l'avenue Paul-Doumer, de l'avenue Mozart, de la rue François-Ponsard et de la rue de Passy.
La place Jane-Evrard est desservie par la ligne 9 à la station La Muette.

## Origine du nom

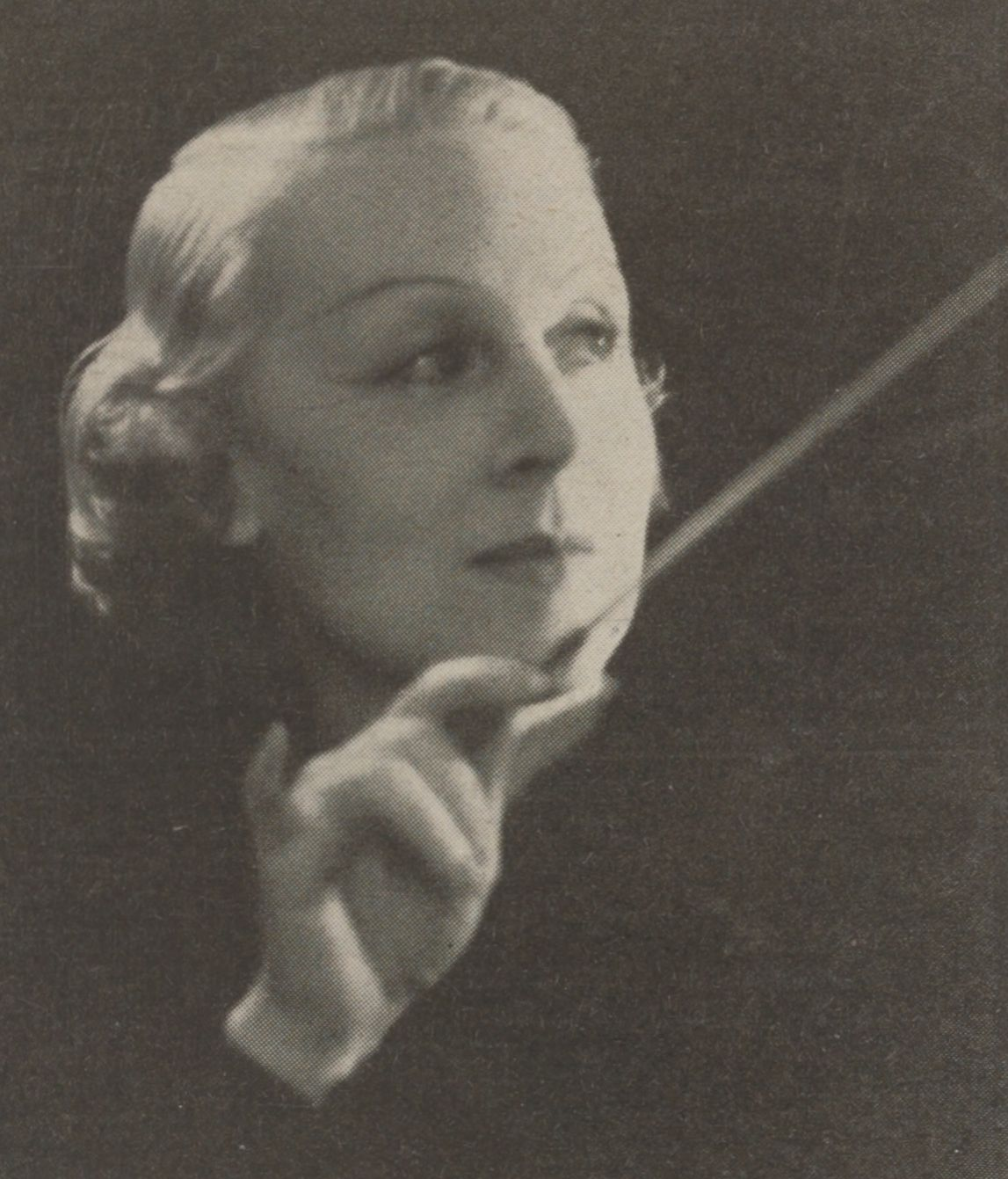
Jane Evrard.

Elle porte le nom de la violoniste et chef d'orchestre Jane Evrard (1893-1984), qui fut la fondatrice de l'Orchestre féminin de Paris en 1930,.

## Historique
La place est créée et prend sa dénomination actuelle par un arrêté municipal du 17 décembre 2002 sur l'emprise des voies qui la bordent.